# Стівен Адлер (фізик)
Стівен Адлер (англ. Stephen Louis Adler; нар. 30 листопада 1939, Нью-Йорк, США) - американський фізик-теоретик, професор Інституту перспективних досліджень у Принстоні. Автор праць із фізики елементарних частинок, які сприяли створенню Стандартної моделі.

## Нагороди
Член Американської академії мистецтв та наук (1974), Національної академії наук США (1975).
Окремі нагороди:
- Премія Сакураї (1988)
- Медаль Дірака (1998)